# تشارلي بوث (لاعب كرة قدم)
تشارلي بوث (بالإنجليزية: Charlie Booth)‏ هو لاعب كرة قدم أمريكي، ولد في 16 يناير 1997 في كونكورد في الولايات المتحدة. لعب مع Rhode Island Rams men's soccer ‏.